# Pierre Colman
 (décembre 2023).
Pour les articles homonymes, voir Colman.
Pierre Colman, né le 8 août 1931 à Liège, où il est mort le 8 décembre 2023, est un historien de l’art belge, professeur à l’Université de Liège, membre de la Commission royale des monuments, sites et fouilles de Belgique, membre de la Classe des Beaux-Arts de l’Académie royale de Belgique (directeur de la Classe et président de l’Académie en 1995), administrateur du Centre d’études de la peinture du XVe siècle dans les anciens Pays-Bas méridionaux et la principauté de Liège (président 2003-2006), membre de l’Académie royale d’archéologie de Belgique, vice-président fondateur de l’Académie d’histoire de l’orfèvrerie en Belgique et membre de l’Institut Archéologique Liégeois.

## Carrière scientifique
Pierre Colman obtient le titre de licencié en histoire de l’art et archéologie à l’Université de Liège en 1954. Il commence sa carrière à l’Institut royal du patrimoine artistique à Bruxelles, puis à l'Université de Liège à partir de 1960, où Pierre Colman obtient le titre de docteur en histoire de l’art en 1962 avec une thèse consacrée à « L’orfèvrerie religieuse liégeoise ». Nommé Professeur ordinaire dans la même université en 1976, il y assume notamment les enseignements d’Histoire de l’Art des Temps modernes et de Technologie des arts plastiques. Pierre Colman est admis à l’éméritat en 1996.
Il est l’auteur d’une bonne centaine de publications, centrées sur l’art à Liège, en particulier l’orfèvrerie et les célèbres fonts baptismaux. Ses recherches portent aussi sur les peintres pré-eyckiens, les débuts des van Eyck et le mécénat de Jean de Bavière.

### Publications en ligne
- Pierre Colman, « A la recherche d’un autoportrait de Jean van Eyck », dans Bulletin de la Classe des Arts, Académie Royale de Belgique, 6e série, tome 23, pp. 81-96.

- Pierre Colman, Répertoire des orfèvres liégeois, Bruxelles, Institut royal du Patrimoine artistique ressources en ligne de Balat (Belgian Art Links and Tools), 2023 .